# KEX
Koordinaten: 45° 25′ 20″ N, 122° 33′ 57″ W
KEX („NewsRadio 1190“) ist ein kommerzielles Talkradio aus Portland, Oregon. Die Clear-Channel-Station kann weit über Oregon hinaus im Westen der USA und Kanada empfangen werden. KEX gehört der größten Radiofirma der USA, iHeartMedia. Die Geschichte des Senders geht bis in das Jahr 1926 zurück. KEX war einer der ersten Stationen im Westen der USA und ist eine der wenigen, die heute noch senden.
Die Studios von KEX befinden sich heute in Tigard, Oregon.

## Programm
KEX Portland, zählt wie KFI Los Angeles, WABC New York, WJR Detroit, KOA Denver und WLS Chicago zu den einflussreichen Clear Channel Stations mit enormen Reichweiten, welche alle ein konservatives Talkprogramm übertragen. Diese meist sehr traditionsreichen Stationen gehören Cumulus Media oder wie KEX iHeartMedia und beziehen ihre Programme von Premiere Networks.